# Sichuan-Takin
Der Sichuan-Takin (Budorcas tibetana) ist eine Paarhuferart aus der Gruppe der Ziegenartigen (Caprini), die im südlichen China am östlichen Rand des tibetanischen Plateaus vorkommt. Das Verbreitungsgebiet liegt im Westen von Sichuan und im Südosten von Gansu.

## Merkmale

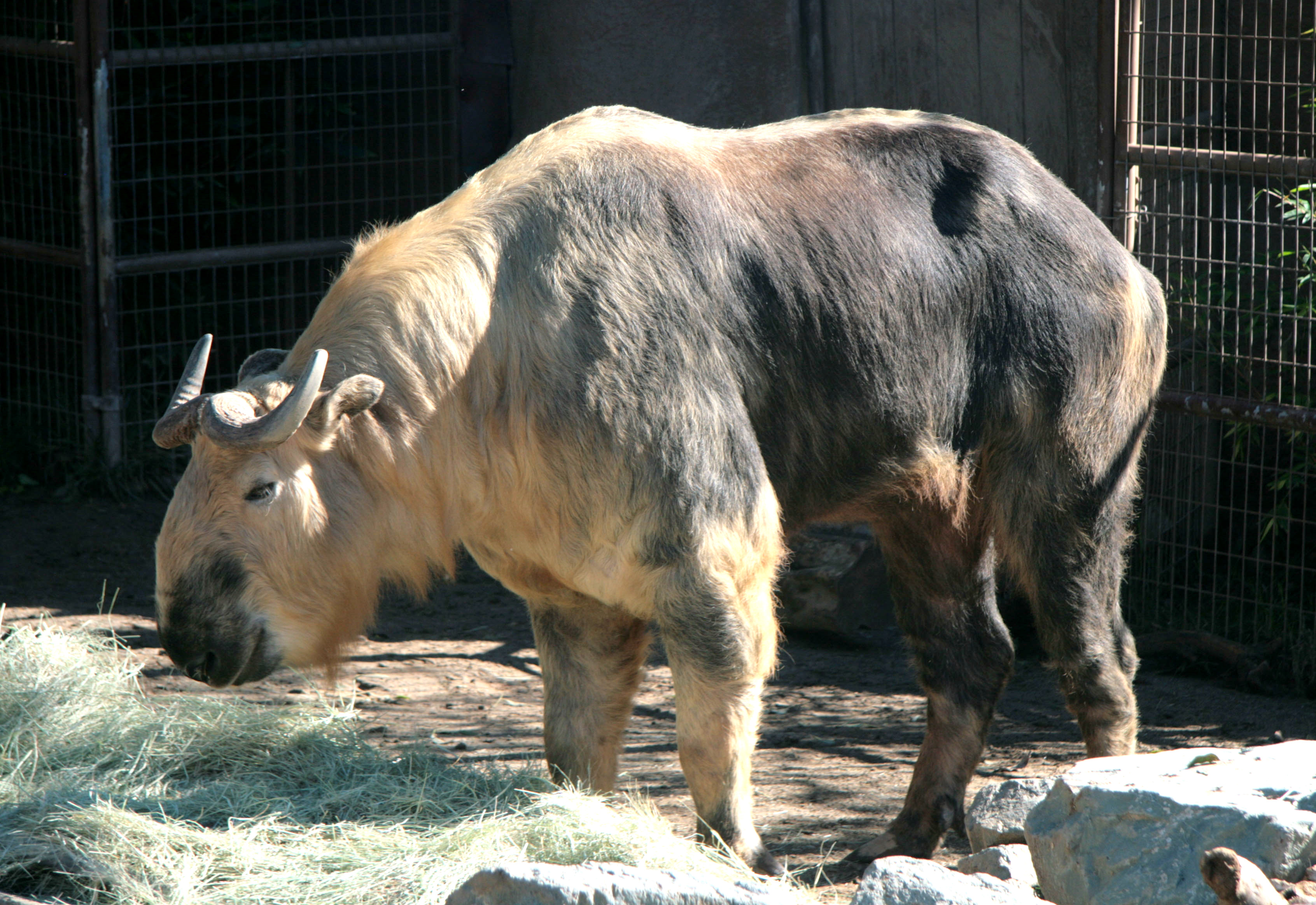
Sichuan-Takin

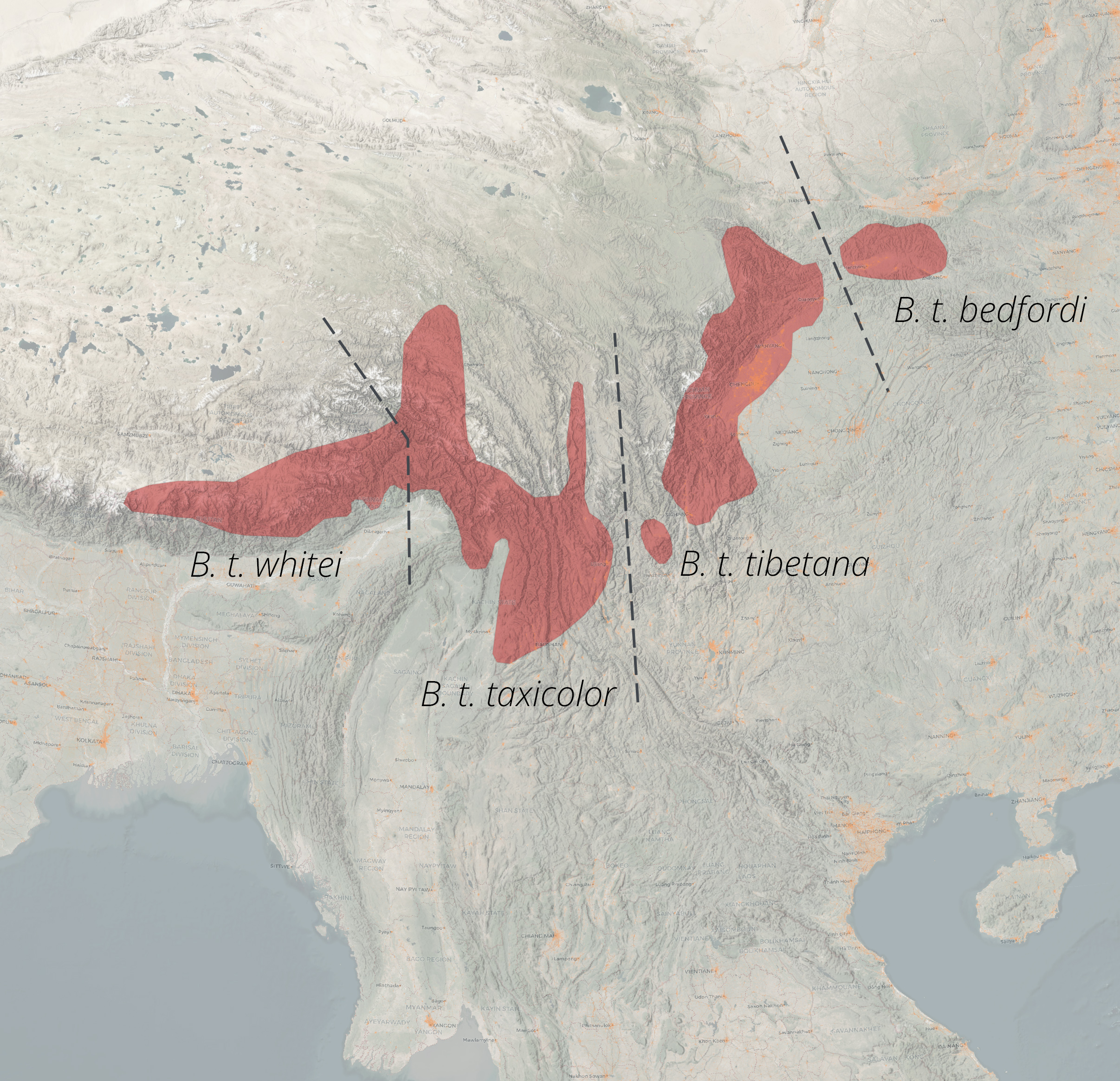
Die Verbreitungsgebiete der Takine

Der Sichuan-Takin erreicht eine Kopf-Rumpf-Länge von 170 bis 220 Zentimeter, eine Widerristhöhe von 107 bis 140 Zentimeter und ein Gewicht von 150 bis 350 kg. Die Männchen sind deutlich größer als die Weibchen. Beide Geschlechter tragen Hörner. Die der Männchen haben an der Basis einen Umfang von 20 bis 32 Zentimeter und ihre Spitzen stehen 58 bis 91 Zentimeter auseinander. Wie allen Takine haben Sichuan-Takine ein zotteliges Fell, wobei die Haare an den Körperseiten und unter dem Kiefer besonders lang sind. Die Beine sind stämmig und die Afterklauen sind gut entwickelt. Der Widerrist ist höher als die Kruppe, wodurch die Rückenlinie leicht schräg verläuft. Sichuan-Takine sind gelblich-braun gefärbt, wobei der Hals und der vordere Rumpfbereich relativ hell sind, der hintere Rumpf und die Schnauze sind dagegen eher dunkelbraun. Der Schwanz ist schwarz.

## Lebensraum und Lebensweise
Der Sichuan-Takin kommt in Nadel-, Laub- und Mischwäldern in Höhenlagen von 1500 bis 3000 Metern vor. Der  Unterwuchs in den niedrigeren Höhenlagen besteht oft aus Bambus und Rhododendren. Die Tiere wandern im Sommer in höhere und im Winter in niedrigere Lagen. Sie leben normalerweise in Herden. Größere Herden bilden sich im Mai nach der Geburt der Jungtiere. Sie teilen sich im Herbst in kleinere Gruppen. Im Tangjiahe-Schutzgebiet bestanden die meisten Herden aus 10 bis 45 Tieren. Männchen traten zu 85 % als Einzelgänger auf, die übrigen waren zu zweit oder zu dritt. Sichuan-Takine ernähren sich vor allem von Blättern, im Frühjahr werden aber auch frisch sprießende Kräuter und Gräser gefressen. Um die Blätter kleiner Bäume zu erreichen, können sich Takine auf die Hinterbeine stellen und können dadurch Blätter erreichen, die sich bis zu 2,5 Meter über dem Erdboden befinden. Sie sind auch kräftig genug, kleine Bäume oder größere Äste abzubrechen. 130 Pflanzenarten wurden als Nahrungspflanzen des Sichuan-Takins identifiziert, darunter 70 Strauch- und Baumarten. Häufig werden Salzlecken aufgesucht. Meist sind sie in den frühen Morgenstunden und am späten Nachmittag aktiv. Im Winter, wenn das Nahrungsangebot spärlich ist, müssen sie oft den ganzen Tag über nach Nahrung suchen. Die Paarungszeit liegt wahrscheinlich in den Monaten August und September und die Kälber werden nach einer Tragzeit von etwa 210 Tagen im März und April geboren. Sie werden im Alter von 3 bis 5 Jahren geschlechtsreif. Männchen paaren sich aber wahrscheinlich erst, wenn sie einige Jahre älter sind. In freier Wildbahn wurden bisher nur Einlingsgeburten registriert. Zu den wenigen Raubtieren, die den Sichuan-Takinen gefährlich werden, gehören Leoparden und Rothunde. Beide sind jedoch selten.

## Systematik
Der Sichuan-Takin wurde 1874 durch den französischen Zoologen Henri Milne-Edwards erstmals wissenschaftlich beschrieben. Ursprünglich galten alle vier rezenten Takintaxa als Unterarten von Budorcas taxicolor. Die Zoologen Colin Groves und Peter Grubb gaben allen Unterarten in einer im Jahr 2011 veröffentlichten Revision der Hornträger den Status eigenständiger Arten, so dass die Gattung Budorcas aus vier Arten besteht. Dies wurde im Huftierband des Standardwerks Handbook of the Mammals of the World, der ebenfalls 2011 erschien, so übernommen. Eine Gruppe chinesischer Wissenschaftler reduzierte die Artenzahl 2022 dagegen wieder auf zwei, eine (Budorcas taxicolor), die im Himalaya und im Westen von Yunnan vorkommt, mit dem Bhutan-Takin (Budorcas t. tibetana) und dem Mishmi-Takin (Budorcas t. taxicolor) als Unterarten und eine zweite (Budorcas tibetana), die ausschließlich in China vorkommt, mit dem Sichuan-Takin und dem Goldtakin (Budorcas t. bedfordi) als Unterarten. Der Sichuan-Takin und der Goldtakin sollen sich erst vor 56.000 Jahren voneinander getrennt haben.

## Gefährdung
Der Sichuan-Takin wird in der Roten Liste der IUCN nicht extra aufgeführt. Insgesamt gelten die Takine als gefährdet. In den letzten 24 Jahren soll ihre Population aufgrund von Wilderei und dem Verlust ihres Lebensraums um etwa 30 % abgenommen haben.